# Fifty Shades of Grey (soundtrack)
Fifty Shades of Grey: Original Motion Picture Soundtrack is de originele soundtrack van de film Fifty Shades of Grey uit 2015 dat gebaseerd is op de roman Vijftig tinten grijs van de Britse schrijfster E.L. James. Het album werd op  10 februari 2015 uitgebracht door Republic Records.

## Fifty Shades of Grey (Original Motion Picture Soundtrack)
Voor de samenstelling van de soundtrack is gekozen voor een groot gedeelte uit hedendaagse popmuziek, met nummers die in de film werd gebruikt van The Weeknd met "Earned It", Ellie Goulding met "Love Me Like You Do" en Beyoncé met "Crazy in Love". Maar ook bevat het album popmuziek uit de vorige eeuw van The Rolling Stones en Frank Sinatra. De laatste twee nummers zijn van de originele filmmuziek uit de film  die gecomponeerd werd door Danny Elfman. Het album kwam op de eerste plaats binnen van de Amerikaanse Billboard 200. Op 14 februari 2015 kwam het album in de Nederlandse Album Top 100 op de tiende plaats binnen en in de Vlaamse Ultratop 200 Albums op negenenzeventig. Er werd ook nog een soundtrackalbum uitgebracht Fifty Shades of Grey: Original Motion Picture Score met alleen de originele filmmuziek van Elfman.

### Nummers
| Nr. | Titel                                       | Artiest(en)        | Duur |
| --- | ------------------------------------------- | ------------------ | ---- |
| 1   | I Put a Spell on You (Fifty Shades Of Grey) | Annie Lennox       | 3:30 |
| 2   | Undiscovered                                | Laura Weish        | 2:53 |
| 3   | Earned It (Fifty Shades of Grey)            | The Weeknd         | 4:10 |
| 4   | Meet Me in the Middle                       | Jessie Ware        | 5:08 |
| 5   | Love Me Like You Do                         | Ellie Goulding     | 4:10 |
| 6   | Haunted (Michael Diamond Remix)             | Beyoncé            | 5:08 |
| 7   | Salted Wound                                | Sia                | 4:30 |
| 8   | Beast of Burden                             | The Rolling Stones | 3:29 |
| 9   | I'm on Fire                                 | Awolnation         | 2:34 |
| 10  | Crazy in Love (2014 Remix)                  | Beyonce            | 3:46 |
| 11  | Witchcraft                                  | Frank Sinatra      | 2:51 |
| 12  | One Last Night                              | Vaults             | 3:19 |
| 13  | Where You Belong                            | The Weeknd         | 4:57 |
| 14  | I Know You                                  | Skylar Grey        | 4:58 |
| 15  | Ana and Christian                           | Danny Elfman       | 3:24 |
| 16  | Did That Hurt?                              | Danny Elfman       | 2:54 |

## Fifty Shades of Grey (Original Motion Picture Score)
Fifty Shades of Grey: Original Motion Picture Score is de originele filmmuziek soundtrack die volledig gecomponeerd werd door Danny Elfman. Het album werd op 13 februari 2015 uitgebracht door Republic Records. Elfman werd geholpen door Peter Bateman en David Buckley als additioneel componist. De gitaristen in de filmmuziek waren Bryce Jacobs en Mark Tschanz.

### Nummers
| Nr. | Titel                 |
| --- | --------------------- |
| 1   | Shades of Grey        |
| 2   | Ana's Theme           |
| 3   | The Red Room          |
| 4   | Then Don't!           |
| 5   | A Spanking            |
| 6   | Going For Coffee      |
| 7   | Where Am I?           |
| 8   | Ana and Christian     |
| 9   | Clean You Up          |
| 10  | The Contract          |
| 11  | The Art of War        |
| 12  | Did That Hurt?        |
| 13  | Bliss                 |
| 14  | Show Me               |
| 15  | Counting To Six       |
| 16  | Variations on a Shade |